# Queer (film)
Queer är en amerikansk-italiensk biografisk och historisk dramafilm som hade premiär i november 2024. Filmen är regisserad av Luca Guadagnino efter ett manus skrivet av William S. Burroughs och Justin Kuritzkes.
Filmen hade biopremiär i Sverige den 14 mars 2025, utgiven av Nonstop Entertainment.

## Handling
Filmen utspelar sig i Mexico City på 1950-talet och kretsar kring William Lee som lever ett ensamt liv bland utflyttade amerikanska expats ända tills han träffar Allerton.

## Rollista (i urval)
| Daniel Craig      | – William Lee     |
| Drew Starkey      | – Eugene Allerton |
| Lesley Manville   | – Dr. Cotter      |
| Jason Schwartzman | – Joe Guidry      |
| Henrique Zaga     | – Winston Moor    |
| Omar Apollo       |                   |
| Drew Droege       | – John Dumé       |
| Ariel Schulman    | – Tom Weston      |
| Michaël Borremans | – doktor          |
| Lisandro Alonso   | – Mr. Cotter      |